# Toomas Hendrik Ilves
Toomas Hendrik Ilves (Stockholm, 26 december 1953) was van 2006 tot en met 2016 president van Estland.

## Biografie
Ilves werd geboren in Stockholm als zoon van Estische vluchtelingen. Hij groeide op in de Verenigde Staten en studeerde psychologie aan de Columbia-universiteit in New York. Na het behalen van zijn Bachelor's Degree studeerde hij verder aan de Universiteit van Pennsylvania, waar hij in 1978 zijn Master's Degree haalde.
Hij werkte enkele jaren als psychologisch onderzoeker en leraar. In 1984 verhuisde hij naar Europa, waar hij ging werken voor Radio Free Europe/Radio Liberty in München. In 1988 werd hij daar benoemd tot hoofd van de sectie Estland. 
Toen Estland in 1991 zijn onafhankelijkheid had hersteld, had hij als afstammeling van Esten recht op het Estische staatsburgerschap. Tussen 1993 en 1996 was hij ambassadeur van Estland in Washington. Hij volgde daarmee Ernst Jaakson op, die sinds 1965 de diplomatieke vertegenwoordiger van het bezette Estland was geweest. Daarna was Ilves tussen 1996 en 2002 (met een korte onderbreking in 1998) minister van Buitenlandse Zaken van Estland.
Tussen 2002 en 2004 zat hij in de Riigikogu, het Estische parlement namens de Gematigde Volkspartij (Rahvaerakond Mõõdukad), die zich later Sociaaldemocratische Partij ging noemen. Hij nam deel aan de onderhandelingen die leidden tot toetreding van Estland tot de Europese Unie. Op 1 mei 2004 werd hij verkozen tot lid van het Europees Parlement, waar hij het bracht tot vice-president van de commissie voor Buitenlandse Zaken.
Ilves werd in september 2006 door een kiescollege van parlementariërs en lokale functionarissen gekozen tot president van de Republiek Estland. Hij won de verkiezingen van de zittende president Arnold Rüütel, en kreeg daarbij 174 stemmen, tegen 162 stemmen voor Rüütel. Op 9 oktober 2006 trad hij aan. In 2011 werd hij herkozen.
In 2016 liep zijn ambtstermijn af. Na twee termijnen kon hij niet meer herkozen worden. Zijn opvolger werd Kersti Kaljulaid.
Ilves is een charismatisch persoon en voor Estse begrippen relatief populair onder de bevolking. Ilves heeft zich altijd sterk ingezet voor elektronische communicatie tussen burger en overheid: Estland als E-land. Inderdaad verloopt mede dankzij zijn inspanningen het leeuwendeel van de communicatie tussen burger en overheid via de computer, tot aan stemmen bij de verkiezingen toe.
Daarnaast schrijft hij essays en artikelen over de meest uiteenlopende onderwerpen, zoals de Estische taal, geschiedenis en literatuur, buitenlandse politiek, internationale veiligheid en computerbeveiliging. Hij is er trots op dat zijn familie afkomstig is uit de streek Mulgimaa (bij Viljandi) en stimuleert het Mulgi, het dialect dat daar gesproken wordt.
Ilves is vele malen onderscheiden, door Estland zelf en door België, Finland, Frankrijk, Georgië, Griekenland, het Verenigd Koninkrijk, Japan, Kazachstan, Letland, Litouwen, Malta, Noorwegen, Polen, Roemenië en Spanje. Hij is ook drager van de Orde van de Nederlandse Leeuw.
Ilves is getrouwd met de Letse Ieva Ilves. Hij heeft drie kinderen uit twee vorige huwelijken.